# Mevrouwmolen

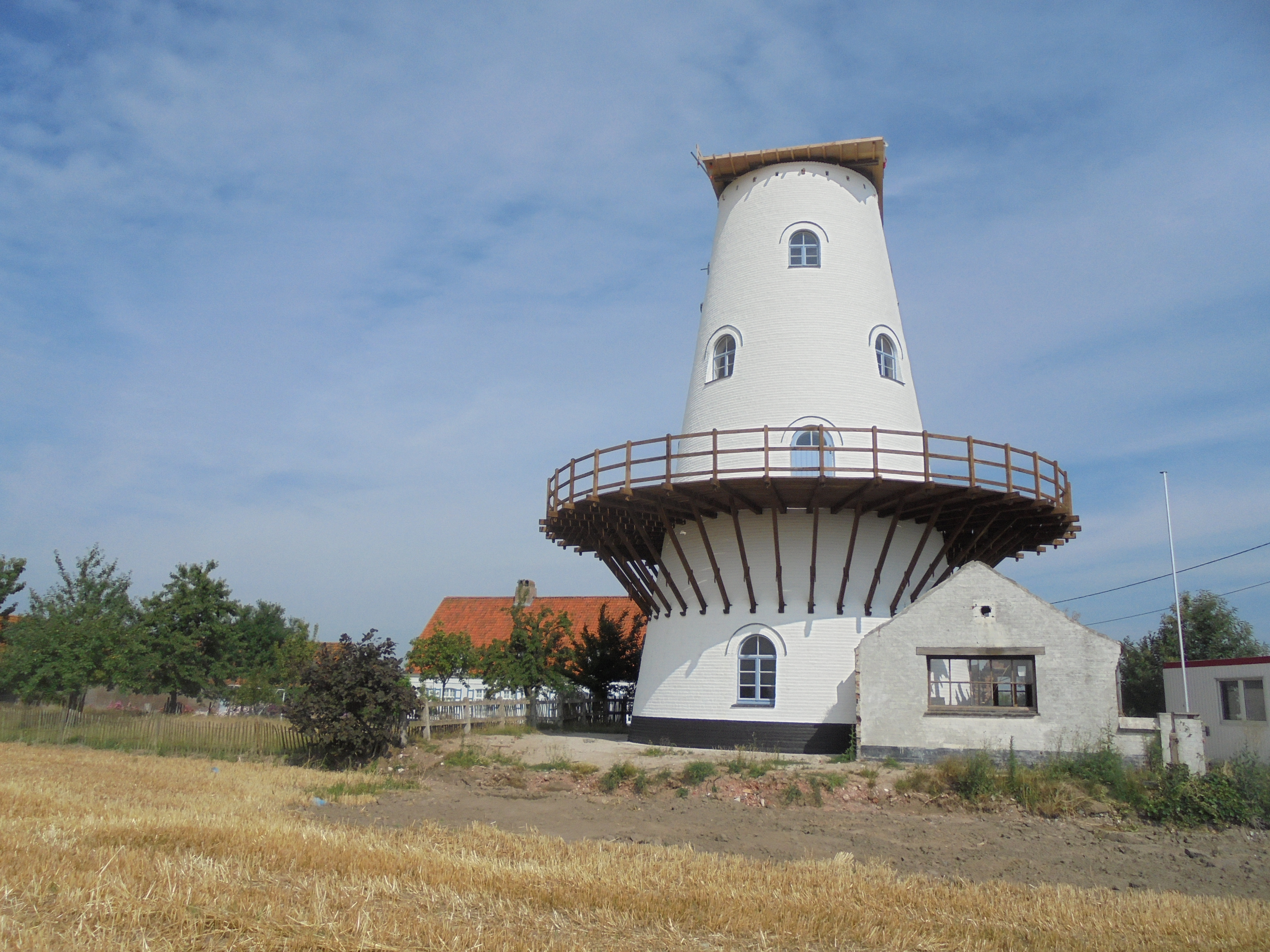
Mevrouwmolen, tijdens de restauratie

De Mevrouwmolen (ook: Vrouwenmolen) is een windmolen in de tot de West-Vlaamse gemeente Tielt behorende plaats Kanegem, gelegen aan Mevrouwmolenstraat 2.
Deze ronde stenen molen van het type stellingmolen fungeerde als korenmolen.

## Geschiedenis
Midden 17e eeuw stond hier een korenmolen van het type standerdmolen. Hij was eigendom van de heer der heerlijkheid Hames (een van de twee heerlijkheden in Kanegem, naast Beexchen). In 1736 werd een nieuwe standerdmolen gebouwd. In 1836 werd deze op een torenkot geplaatst, waardoor het mogelijk werd de molen ook als oliemolen te bedrijven. In 1843 werd de molen door brand verwoest. Toen werd een stenen molen gebouwd. Deze fungeerde aanvankelijk als koren- en oliemolen, maar in 1894 werd het oliegedeelte verwijderd. Ook kwam er toen een stoommachine, en in 1930 werd deze vervangen door een elektromotor. In 1954 werd het windbedrijf gestopt en slechts incidenteel werd nog op wind gemalen. De molen verviel en in 1970 bevond hij zich in slechte toestand. Enkele volgende eigenaars voerden uitwendige restauraties uit en in 2008 begon een definitieve restauratie. Financiële middelen waren echter schaars, maar na toekenning van een subsidie konden de werkzaamheden van 2016-2018 doorgang vinden.

## Gebouw
De romp is witgeschilderd. De molen bevat drie molenkoppels, een haverpletter en een builinrichting.
- Inventaris van het Bouwkundig Erfgoed (Vlaanderen): 87140